# Декуріонат

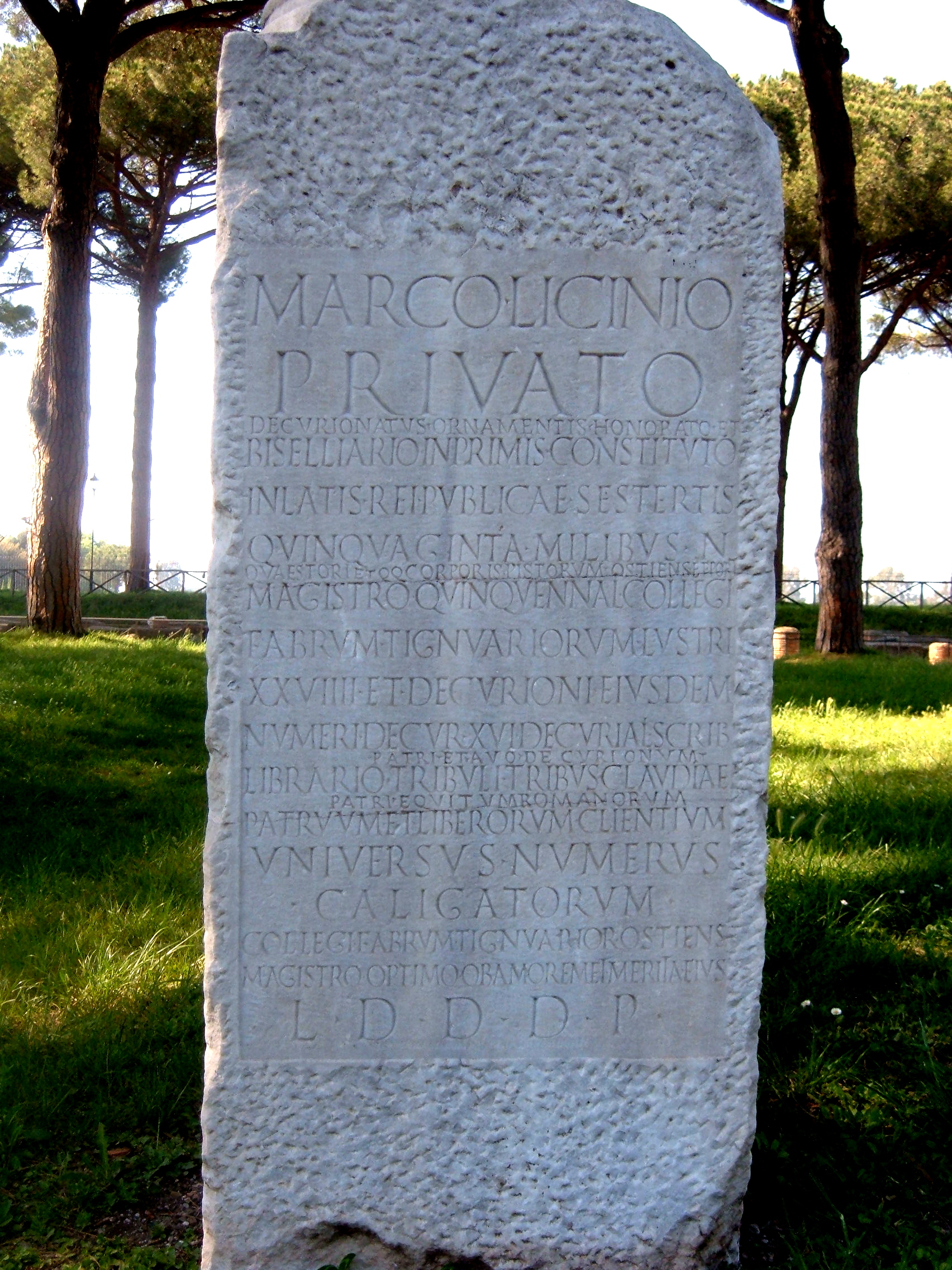
Надгробок Марка Ліцинія Привата — декуріона з Остії Антики, III століття

Декуріонат (лат. decurionatus, італ. decurionato) — орган місцевого самоврядування в Стародавньому Римі в пізні республіканські та імперські часи.

## Історія
Спочатку декуріонати були сформовані в залежних від Риму міських громадах Італії, які мали права місцевого самоврядування. Зазвичай вони складалися з 100 декуріонів (лат. decuriones, пізніше — curiales). У 212 році декуріонати були сформовані у всіх провінційних містах. Декуріонати обирали міського магістрату, розподіляли призначену до виплати Сенатом суму податків серед місцевих жителів, виділяли громадські гроші, займалися здаванням у найм муніципальної власності. Спочатку влада декуріонатів була досить великою і ця посада відносилася до значних і престижних — існує історичний анекдот, що Гаю Юлію Цезарю легше було стати декуріоном у Римі, ніж декуріоном у Помпеях. Однак згодом влада декуріонів все скорочувалася, будучи імператорами, що узурпується, а обов'язки зберігалися. Починаючи з III століття посада декуріонів ставала все більш обтяжливою, оскільки вони мали внести досить значну суму при вступі на посаду і відповідали власним майном за недоїмки. До IV століття декуріони перетворилися на особливий стан, в який в обов'язковому порядку записували всіх місцевих великих і середніх землевласників, але незважаючи на це, у багатьох регіонах із знаходженням та призначенням декуріонів виникали складнощі — вирішити їх мали особливі едикти 316 і 325 років, назавжди які прикріплювали декуріонів до їх посади і забороняли їм виїзд зі свого міста.
12 грудня 1816 року однойменні органи місцевої влади були сформовані в Королівстві обох Сицилій — вони проіснували аж до реформи місцевого самоврядування, що була проведена після об'єднання Італії в другій половині XIX століття.